# Terremoto de Lima de 1828
El Terremoto de Lima de 1828 ocurrió el 30 de marzo de 1828 y devastó Lima, Callao, Chorrillos, Chancay y otras poblaciones costeras del centro del Perú, especialmente las situadas al norte de Lima (Norte Chico). Originó también un tsunami. Gobernaba entonces en el Perú el mariscal José de La Mar.

## La catástrofe
Amanecía en Lima el 30 de marzo de 1828, cuando a las 7 y 35 horas sobrevino un tremendo sacudimiento de la tierra que duró un minuto y 10 segundos. Se resquebrajaron los muros de la mayoría de los edificios y casas particulares, se desplomaron muchos techos y se agrietaron las murallas de 6 a 7 pies de espesor.  Muchas iglesias quedaron arruinadas y otras gravemente dañadas. Perecieron varias personas.
Se dijo entonces que el sacudimiento avanzó de este a oeste y que al parecer llegó al Callao un poco más tarde, porque desde allí se apreció la polvareda que se elevaba encima de Lima, antes de que se experimentara la sacudida. Simultáneamente, se sintió un fuerte temblor en Trujillo (costa norte) y en Huancayo (sierra central), y uno muy leve en Arequipa (sur).
De los suburbios de Lima, el pueblo de Chorrillos fue el que más sufrió. Su iglesia se cuarteó, se vinieron abajo las torres y parte de la fachada, permaneciendo solo en pie un rancho de adobes. Los derrumbes del barranco aplastaron a tres niños que tomaban agua en el lugar llamado “de la agua dulce”.
Varias poblaciones de la costa norte de Lima fueron también gravemente afectadas, entre ellas la villa de Chancay. Asimismo, afectó a Cañete (sur de Lima) y Huarochirí (este de Lima). El pueblo de San Gerónimo, situado en el declive de un cerro, rodó al fondo de la quebrada. En San Mateo (Huarochirí) quedaron arruinadas unas 18 casas; hubo desprendimientos de rocas en los cerros vecinos que dejaron inutilizados los caminos de acceso al interior del país.
Se calcula que en Lima tuvo una intensidad de VII (MMI); en el Callao, Chorrillos y Chancay VI (MMI) y en Trujillo IV (MMI).

## Consecuencias
En Lima, el gobierno del mariscal José de La Mar tomó las providencias inmediatas para evitar pillajes u otros males subsecuentes. Se prohibió el uso de toda especie de carruaje que pudiera provocar el derrumbe de paredes y molduras de los frontispicios de los edificios dañados. Piquetes de escuadrón de la policía salieron a resguardar el orden y ayudaron a derrumbar las construcciones demasiado dañadas que constituían un peligro latente para los vecinos.
Por entonces el Congreso Constituyente había dado la Constitución liberal de 1828, cuya juramentación pública, fijada para el día 5 de abril de 1828, tuvo que ser diferida hasta el 18 de abril. La ciudad se hallaba intransitable por los escombros y la gente pernoctaba en los descampados, temerosa de que otro movimiento terminara por desplomar sus viviendas.
No hubo un recuento exacto de víctimas; inicialmente se estimaron en 30. Los heridos fueron numerosos. Las pérdidas materiales se calcularon en seis millones de pesos.